# ترانزستور الوصلة النامية

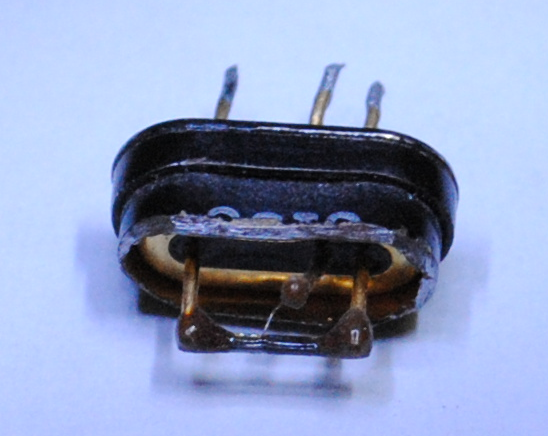
صورة لترانزستور الوصلة الناميّة مع غطاء موال يُظهر سبيكة الجرمانيوم والسلك الأساسي.

كان ترانزستور الوصلة الناميّة النوع الأول من الترانزستور ثنائي القطب. اخترعها ويليام شوكلي في مختبرات بيل في 23 يونيو 1948. (براءة الاختراع مسجلة في 26 يونيو 1948)، بعد ستة أشهر من أول ترانزستور التلامس النقطي. تم صنع أول نماذج الجرمانيوم في عام 1949. أعلنت شركة بيل لابس عن ترانزستور شوكلي المزروع في 4 يوليو 1951.
يتكون ترانزستور الوصلة الناميّة من بلورة واحدة من مادة أشباه الموصلات التي تحتوي على تقاطعين PN نمت فيهما. أثناء عملية النمو، يتم سحب بلورة البذور ببطء من حمام من أشباه الموصلات المنصهرة، والتي تنمو بعد ذلك إلى بلورة على شكل قضيب ( كرة ). أشباه الموصلات المنصهرة مخدر من النوع N في البداية. في لحظة محددة مسبقًا في عملية النمو، تتم إضافة حبيبة صغيرة من عامل الإشابة من النوع P، متبوعة على الفور تقريبًا بحبيبة أكبر إلى حد ما من نوع عامل الإشابة. تذوب هذه الشوائب في أشباه الموصلات المنصهرة وتغير نوع أشباه الموصلات التي تزرع فيما بعد. تحتوي البلورة الناتجة على طبقة رقيقة من مادة من النوع P محصورة بين أقسام من مادة من النوع N. قد تكون هذه الطبقة من النوع P أقل من ألف من البوصة (25 ميكرومتر). يتم تقطيع البلورة، تاركة طبقة رقيقة من النوع P في وسط الشريحة، ثم تقطع إلى قضبان. يتم تحويل كل قضيب إلى ترانزستور عن طريق لحام نهاياته من النوع N لدعم وتوصيل الأسلاك، ثم لحام سلك ذهبي ناعم جدًا إلى الطبقة المركزية من النوع P، وأخيراً تغليفه في علبة محكمة الإغلاق. عملية مماثلة، باستخدام عامل الإشابة المعاكسة.
أَصْعَبُ جُزْءٍ فِي هَذِهِ الْعَمَلِيَّةِ هُوَ لِحَامُ السِّلْكِ الذَّهَبِيِّ بِالطَّبَقَةِ الْأَسَاسِيَّةِ، حَيْثُ قَدْ يَكُونُ لِلسَّلِكِ قَطَرُ أَكْبَرُ مِنْ سَمْكِ الْقَاعِدَةِ. لِتَسْهِيلِ هَذِهِ الْعَمَلِيَّةِ، يَتِمُّ تَوْجِيهُ السِّلْكِ الذَّهَبِيِّ أَوْ تَسْوِيَتُهُ حَتَّى تُصْبِحَ نِهَايَتُهُ أَرَقَّ مِنْ الطَّبَقَةِ الْأَسَاسِيَّةِ. يَنْزَلِقُ طَرَفُ السِّلْكِ الذَّهَبِيِّ عَلَى طُولِ الشَّرِيطِ حَتَّى يَظْهَرَ قِيَاسُ الْمُقَاوَمَةِ الْكَهْرَبَائِيَّةِ أَنَّهُ عَلَى اتِّصَالٍ بِالطَّبَقَةِ الْأَسَاسِيَّةِ. فِي هَذَا الْوَقْتِ يَتِمُّ تَطْبِيقُ نَبْضَةِ تَيَّارٍ، وَيُلْحَمُ السِّلْكُ فِي مَكَانِهِ. لِسُوءِ الْحَظِّ، يَكُونُ اللَّحَامُ أَحْيَانًا كَبِيرًا جِدًا أَوْ بَعِيدًا قَلِيلًاً عَنْ الْمَرْكَزِ فِي الطَّبَقَةِ الْأَسَاسِيَّةِ. لِتَجَنُّبِ تَقْصِيرِ التِّرَانْزِسْتُورْ، يَتِمُّ خَلْطُ السِّلْكِ الذَّهَبِيِّ بِكَمِّيَّةٍ صَغِيرَةٍ مِنْ نَفْسِ النَّوْعِ الْمُسْتَخْدَمِ فِي الْقَاعِدَةِ. يُؤَدِّي هَذَا إِلَى زِيَادَةِ سَمَاكَةِ الطَّبَقَةِ الْأَسَاسِيَّةِ قَلِيلًاً عِنْدَ نُقْطَةِ اللِّحَامِ.
نَادِرًا مَا تَعْمَلُ تِرَانْزِسْتُورَاتُ الْوَصَلَاتِ الْمُتَنَامِيَةِ عِنْدَ تَرَدُّدَاتٍ أَعْلَى مِنْ نِطَاقِ الصَّوْتِ، نَظَرًا لِطَبَقَاتِ قَاعِدَتِهَا السَّمِيكَةِ نِسْبِيًا. كَانَ مِنْ الصَّعْبِ لِلْغَايَةِ التَّحَكُّمُ فِي نُمُوِّ طَبَقَاتِ الْقَاعِدَةِ الرَّقِيقَةِ، وَأَصْبَحَ لِحَامُ السِّلْكِ بِالْقَاعِدَةِ أَكْثَرَ صُعُوبَةً كُلَّمَا أَصْبَحَ أَرَقَّ. يُمْكِنُ الْحُصُولُ عَلَى تَشْغِيلٍ بِتَرَدُّدٍ أَعْلَى مِنْ خِلَالِ لَحَّامِ سِلْكٍ ثَانٍ عَلَى الْجَانِبِ الْآخَرِ مِنْ الْقَاعِدَةِ، وَعَمِلَ تِرَانْزِسْتُورْ رُبَاعِيُّ الِاتِّجَاهِ، وَاسْتِخْدَامِ انْحِيَازٍ خَاصٍّ فِي اتِّصَالِ الْقَاعِدَةِ الثَّانِي هَذَا.

## روابط خارجية
- تاريخ اختراع الترانزستور وإلى أين سيقودنا (PDF)